# Giancarlo Ottolina
Giancarlo Ottolina (fl. XX secolo) è stato un calciatore italiano, di ruolo attaccante.

## Carriera
Debutta in massima serie con il Legnano nel 1925-1926, disputando 2 partite.
Nel campionato di Divisione Nazionale 1928-1929 disputa 20 partite e segna un gol; l'anno seguente colleziona 24 presenze e mette a segno 7 reti nel campionato di Serie B 1929-1930.
Dalla stagione 1935 al 1937 disputa due stagioni di Serie C a Busto Arsizio con la Pro Patria.